# Алюмель
Алюме́ль — сплав, состоящий из следующих элементов: Ni (93—96 %); Al (1,8—2,5 %); Mn (1,8—2,2 %); Si (0,8—1,2 %).
| Параметр                                       | Значение                                             |
| ---------------------------------------------- | ---------------------------------------------------- |
| Температурный коэффициент линейного расширения | 12·10−6 K−1 (0-100 °C)                               |
| Удельное электрическое сопротивление           | 3,3·10−7 Ом·м                                        |
| Механические свойства                          |                                                      |
| Удлинение при разрыве                          | 28-38 %                                              |
| Ударная прочность                              | 110—150 Дж·м−1                                       |
| Модуль упругости                               | 130 ГПа                                              |
| Прочность на разрыв                            | 560—660 МПа                                          |
| Физические свойства                            |                                                      |
| Плотность                                      | 8,67 г·см−3                                          |
| Температура плавления                          | 1400 °C                                              |
| Магнитные свойства                             | Ферромагнетик, точка Кюри 170 °C                     |
| Тепловые свойства                              |                                                      |
| Коэффициент термического расширения            | 14,6×10−6 K−1 при 800 °C                             |
| Максимальная рабочая температура в воздухе     | 1100 °C                                              |
| Теплопроводность                               | 17,6 Вт·м−1·K−1 при 20 °C 44,4 Вт·м−1·K−1 при 800 °C |

## Применение
Из сплава изготовляют проволоку для термопар, наиболее распространена термопара типа хромель-алюмель (ХА, в международной классификации тип К).